# Râul Valea Seacă, Prahova (Azuga)
Râul Valea Seacă este un curs de apă, afluent al râului Prahova în zona Azuga.  Există un alt râu afluent al Prahovei cu același nume în zona Bușteni

## Hărți
- Harta Munții Baiului  Arhivat în 15 iunie 2011, la Wayback Machine.
- Harta județului Prahova